# Берлиновка
Берлиновка (каз. Берлиновка) — упразднённое село в Тайыншинском районе Северо-Казахстанской области Казахстана. Входило в состав Чермошнянского сельского округа. Исключено из учетных данных в 2005 году. 

## Население
По переписи 1989 г. в селе проживало 148 человек, в том числе русские — 34 %, украинцы — 29 %. По данным переписи 1999 года, в селе проживало 34 человека (20 мужчин и 14 женщин).

## Уроженцы
- Р. Н. Бадалов — борец вольного стиля, многократный обладатель Кубка СССР, чемпион СССР, призёр первенства мира, Мастер спорта СССР международного класса.